# Ranulf Higden
Ranulf Higden (of Higdon, ca. 1280 - 1363 of 1364) was een Benedictijner monnik in het klooster van St Werburgh in Chester, Engeland.

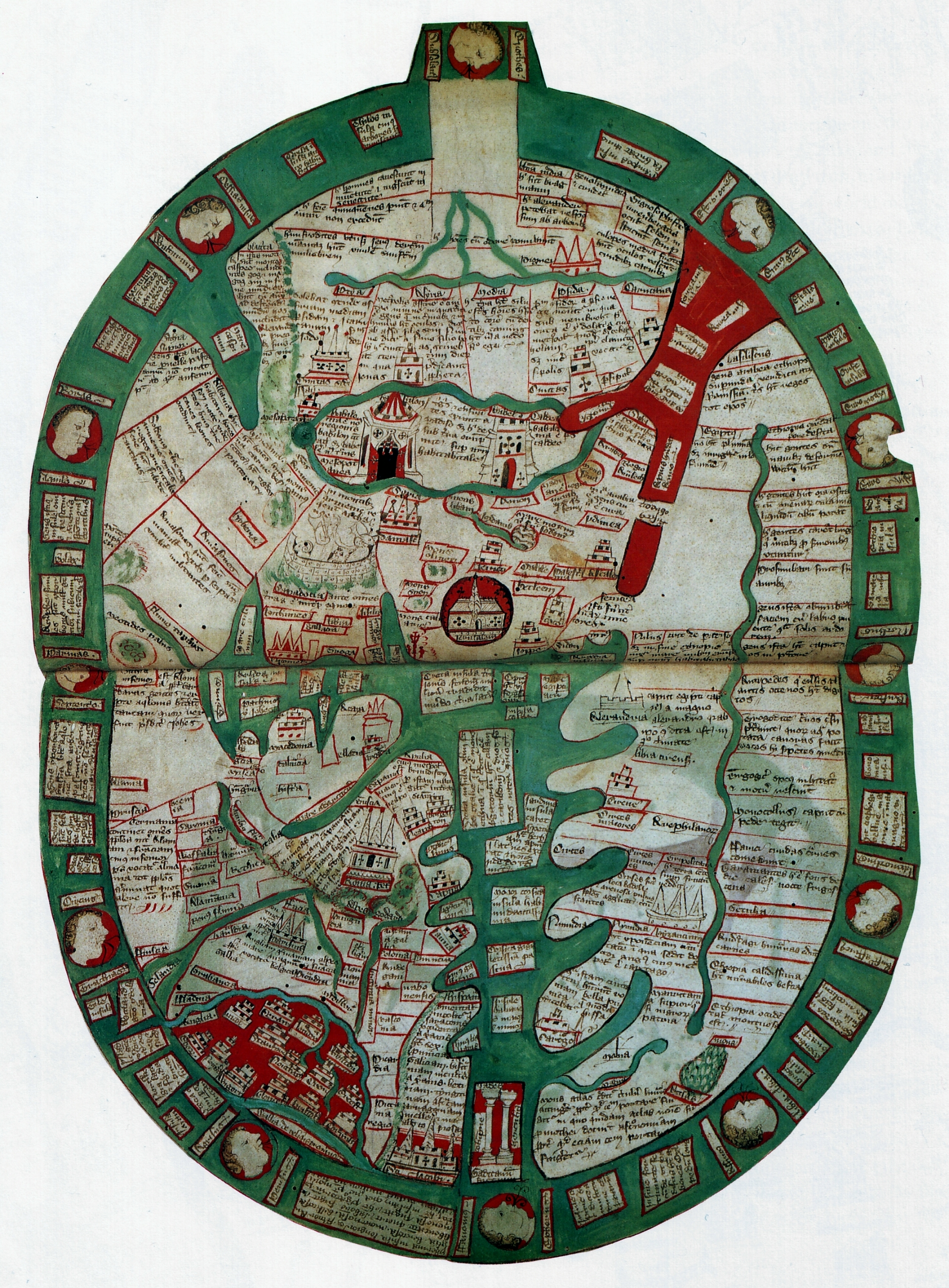
wereldkaart van Ranulf Higden

Higden schreef een geschiedenis van de wereld, bekend als Polychronicon. De volledige titel luidde 
Ranuiphi Castrensis, cognomine Higdon, Polychronicon (sive Historia Polycratica) ab initio mundi usque ad mortem regis Edwardi III in septem libros dispositum. Het werk, in zeven delen, verwijzend naar de dagen van de schepping, beslaat de geschiedenis vanaf de schepping tot in zijn eigen tijd, inclusief vele legenden. Het werk was populair en diende lange tijd als standaardwerk wat geschiedschrijving betreft. Er zijn vele manuscripten van bewaard gebleven.
Higden schreef het werk in het Latijn. John Trevisa vertaalde het in 1387 en in 1482 verscheen een door William Caxton gedrukte versie.
- Bibliothèque nationale de France: cb12078492d (data)
- Gemeinsame Normdatei: 119072602
- International Standard Name Identifier: 0000 0000 7979 7120
- Library of Congress Control Number: n50079120
- MusicBrainz: 0c445401-7f30-455d-b928-ee9287bbe0a8
- Nationale Bibliotheek van Israël: 987007279073405171
- Nederlandse Thesaurus van Auteursnamen: 07055384X
- LIBRIS: 235701
- SNAC: w63r1d0p
- Système universitaire de documentation: 029085691
- Virtual International Authority File: 90633533
- WorldCat: E39PBJyGVJkgMwDvbPX7WBcXVC